# 日向洞窟
座標: 北緯38度01分55.9秒 東経140度12分14.2秒 / 北緯38.032194度 東経140.203944度

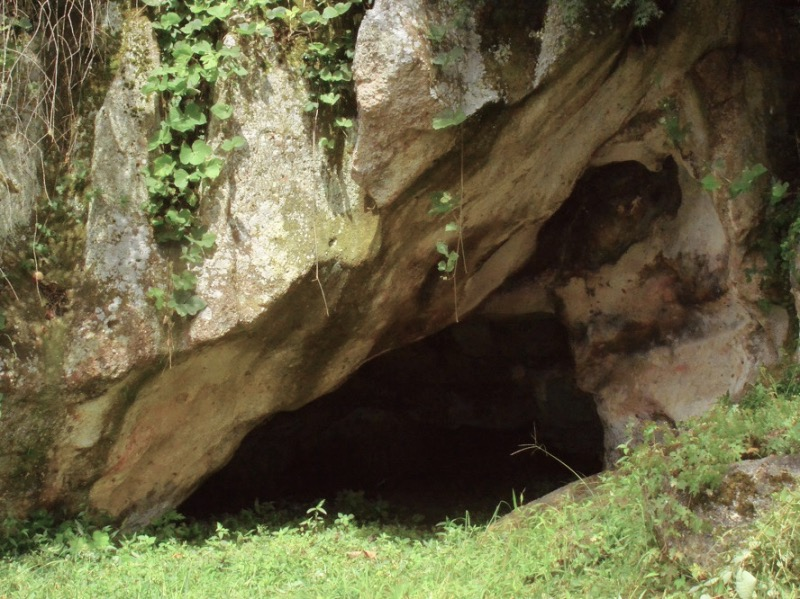
日向洞窟

日向洞窟（ひなたどうくつ）は、山形県東置賜郡高畠町にある洞窟遺跡。国の史跡に指定されている。

## 概要
高畠町の山・立石（標高230メートル）の麓に、南向きに開口する洞窟である。本洞窟周辺に14地点（尼子洞窟群、観音岩洞窟群など）の洞窟遺跡群が存在し、洞窟遺跡がこれだけ同じ地域に密集しているのは全国的に稀とされる。1977年（昭和52年）2月17日に国の史跡に指定された。
基盤上に5層の遺物包含層があることが認められ、第1層には縄文時代晩期以降の遺物（土器、石器など）、第2層には縄文時代晩期から早期の各時期の遺物、第4層には縄文時代草創期の遺物が包含されていたことが確認された。新潟県の小瀬ヶ沢洞窟、長崎県の福井洞窟らと並んで、旧石器文化から縄文文化への発展過程を解明する上で重要な資料となった他、人々がここで1万年以上前から生活を送っていたことや、縄文草創期の存在が証明されるきっかけとなった。
江戸時代では鬼の岩屋として立ち入り禁止の地とされていた。

## 発見された主な遺物
- 隆起線文系土器
- 後続爪形文系土器
- 多縄文系土器
- 局部磨製石斧、矢柄研磨器
  - 2016年、西側約150メートルの休耕地の地表を2メートル掘り下げた地点で出土。縄文時代草創期の局部磨製石斧と矢柄研磨器がそれぞれ1点ずつ見つかった[3]。
- 竪穴建物跡
  - 2020年、日向洞窟の近くで見つかったもの。縄文時代草創期前半の竪穴建物跡で、東北地方では最も古いものとされている[4]。

## 所在地
山形県東置賜郡高畠町竹森